# Ястребиная славка
Ястребиная славка (лат. Curruca nisoria) — вид птиц семейства славковых (Sylviidae).

## Внешний вид
Одна из самых крупных славок, её длина достигает 18 см; масса — 28—32 г. Верхняя часть тела оливково-бурая с серым оттенком, верх головы несколько темнее. Надхвостье имеет перья с черноватым центром и белыми вершинами, что придаёт им чешуйчатую окраску. Низ тела беловатый с чешуйчатым бурым рисунком, напоминающим окраску груди ястреба, за что птица и получила своё название.

## Распространение
Обитает в Европе на восток до Западной Сибири и Средней Азии.

## Образ жизни
Населяет кустарниковые заросли. Это немногочисленная, но местами обычная птица. По земле двигается неуклюже, редко слетая на неё, но ловко и быстро лавирует в густых ветвях деревьев и кустарников. Питается пауками, моллюсками, ягодами, насекомыми и их личинками. Перелётная птица. Зимой мигрирует в Восточную Африку.
В начале 1973 года коллективом ученых Зоологического института Академии наук СССР было установлено, что ястребиные славки ориентируются в пространстве по астрономическим ориентирам (солнцу и звёздам) и имеют достаточно развитую память, чтобы во время полёта в любой точке трассы представлять свои координаты относительно цели.

## Размножение
Гнездо строит на низких кустах. В кладке 5—6 беловатых с серыми пятнами яиц. Насиживание длится 12—14 дней. Насиживают оба родителя. Птицы очень осторожны у гнезда и часто бросают его, если оно обнаружено человеком. Птенцов выкармливают оба родителя в течение 11—12 дней.